# Homopus signatus
Homopus signatus (лат.) — вид сухопутных черепах.
Общая длина карапакса колеблется от 6 до 10 см, масса — от 95 до 165 г. Наблюдается половой диморфизм: самки крупнее самцов. Голова умеренного размера. На карапаксе имеется выраженное углубление с вдавленными центральными частями щитков. Задний край карапакса сильно зубчатый. Центры щитков плоские или приподняты. На конечностях присутствуют бедренные шпоры.
Голова сероватая или оливковая. На карапаксе на оранжевом или желтовато-розовом фоне разбросаны многочисленные мелкие точечки. На щитках карапакса также имеются чёрные лучи.
Любит сухие леса и кустарниковые саванны. Питается в основном растениями, плодами, цветами, иногда экскрементами.
Зимняя спячка продолжается 6—10 недель. Спячка стимулирует половое поведение. Без неё самки обычно не способны к размножению.
Во время спаривания самцы очень агрессивны друг к другу и к самкам. Самка откладывает 1 яйцо размером 35 × 23 мм. Срок инкубации составляет 130—145 дней при температуре 27 ° C. Размер новорожденных черепашат 25 × 35 мм при массе 5—8 г.
Обитает в Северо-Капской провинции ЮАР и на крайнем юге Намибии.